# Поясен гущер кару
Поясните гущери кару (Karusasaurus polyzonus) са вид дребни влечуги от семейство Бодливоопашати гущери (Cordylidae).
Разпространени са в саваните в западната част на Южноафриканската република и съседни области на Намибия. Достигат 12 сантиметра дължина на тялото без опашката, като то е покрито с множество остеодерми, а цветът му варира – може да бъде от черен през червен до тюркоазен.